# Перед весіллям
«Перед весіллям» («Перед свадьбой») — радянський телефільм 198 року, знятий режисером Вадимом Гнєдковим на студії «Новосибірськтелефільм».

## Сюжет
За мотивами оповідання Михайла Малиновського «Довіра». Експедитор Надя ось-ось виходить заміж. План з реалізації продукції летить у тартар. Надії виділяють молодого водія Івана, і за два дні, що вони їздять на вантажівці, у них спалахує роман.

## У ролях
- Тетяна Бірюкова — Надія
- Святослав Насташевський — Іван Зуєв
- Надія Надєждіна — Зуєва, мати Івана
- Олександр Чумаков — Сергій, наречений Надії
- Галина Ільїна — мати Наді
- Віктор Уральський — батько Наді
- Ірина Клішевич — Жанна
- Михайло Стрєлков — Іван Данилович Путов, начальник цеху
- Олександр Кузнецов — Борис Іванович, директор заводу
- Лідія Сумнікова — Віра
- А. Теплов — епізод
- Олексій Маклаков — приятель Сергія
- І. Персіянов — епізод
- Михайло Манюнін — Юрок
- І. Бакуменко — епізод
- М. Бакуменко — епізод
- Людмила Самойлова — епізод
- Віктор Граков — епізод
- Костянтин Іванов — епізод
- М. Ішков — епізод
- Клара Кайгородцева — епізод
- А. Корнєв — епізод
- А. Ланін — епізод
- І. Мартьянова — епізод
- В. Мажура — епізод
- Олена Половинкіна — епізод
- М. Прібилов — епізод
- Г. Саморядов — епізод
- А. Свиридов — епізод
- В. Третьяков — епізод

## Знімальна група
- Режисер — Вадим Гнєдков
- Сценарист — Олександр Косєнков
- Оператор — Сергій Чавчавадзе
- Композитор — Григорій Гоберник
- Художник — Тетяна Сафонова